# Altötting
Altötting este o localitate urbană de tip târg, un oraș din districtul Altötting, regiunea administrativă Bavaria Superioară, landul Bavaria, Germania.

## Galerie de imagini

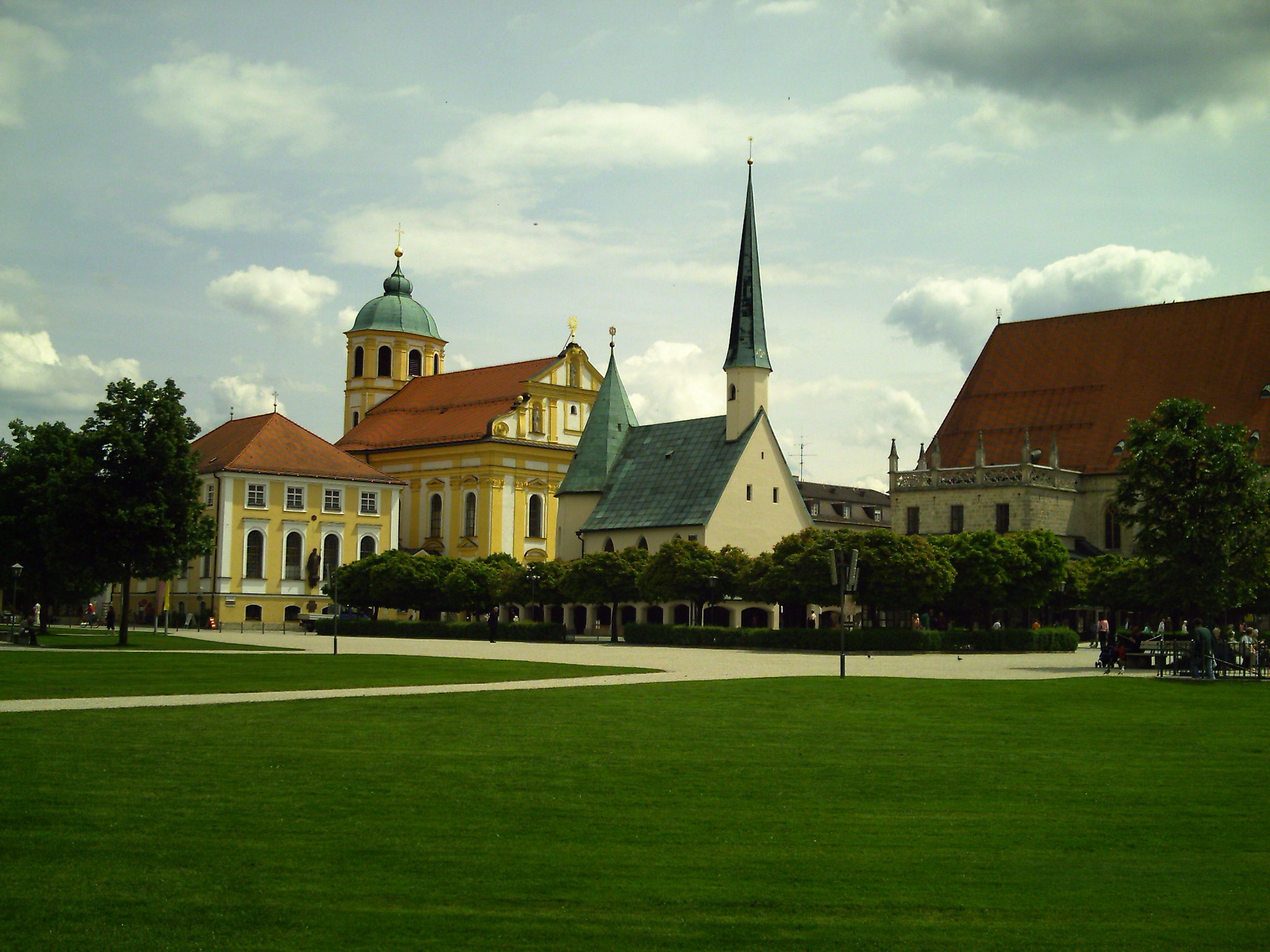
Capela și biserica de pelerinaj